# Hannah Forster (Menschenrechtlerin)
Hannah J. Forster (geb. Ende der 1950er Jahre) ist eine gambische Menschenrechtlerin.

## Leben
Forster besuchte die St. Joseph’s Preparatory School und die St. Joseph’s High School.
Nachdem sie kurze Zeit in einem Bürojob gearbeitet hatte, war sie für die gambische Nationalbibliothek tätig. Im Anschluss erwarb sie an der Universität von Ghana eine Qualifikation in Bibliothekswissenschaften und schloss ein darauf folgendes Studium an der Loughborough University in Großbritannien mit einem Bachelor in Bibliotheks- und Informationswissenschaften ab. An der Scuola Superiore Sant’Anna erwarb sie einen Master in Human Rights and Conflict Management.
Ab etwa 1990 arbeitete sie am African Centre for Democracy and Human Rights Studies (ACDHRS). Nach dem plötzlichen Tod von Zoe Tembo wurde sie am 12. März 2001 zur Direktorin des Instituts ernannt. Zum Zeitpunkt der Ernennung war sie die dienstälteste Mitarbeiterin. Bis zur Übernahme dieses Postens war sie Präsidentin des Gambia Library and Information Service, in dessen Zuständigkeit die gambische Nationalbibliothek fällt.
Neben ihrer Tätigkeit am ACDHRS engagiert sie sich in mehreren anderen Organisationen. Sie war ab 2006 Vorsitzende des African Democracy Forum und ist Mitglied des Leitungsgremiums (Steering Committee) des World Movement for Democracy und Mitglied im Council for a Community of Democracies und Solidarity for African Women’s Rights (SOAWR). Von 1992 bis 2009 war sie Beraterin für Human Rights Information and Documentation Systems (HURIDOCS). Von 2004 bis 2010 gab sie außerdem Kurse am Zentrum für Menschenrechte der Universität Pretoria.
2007 erhielt sie den International Women of Courage Award des Außenministeriums der USA, der ihr vom amerikanischen Botschafter in Gambia, Joseph D. Stafford, übergeben wurde.
Forster ist verheiratet und hat Kinder.